# Schabky
Schabky (ukrainisch Жабки; russisch Жабки Schabki) ist ein Dorf im Norden der ukrainischen Oblast Poltawa mit etwa 650 Einwohnern (2001).
Das im 17. Jahrhundert gegründete Dorf hieß zwischen 1928 und 2016 Luzenky (Луценки bzw. russisch Луценки Luzenki).
Die Ortschaft liegt nahe den Grenzen zu den Oblasten Tschernihiw und Sumy auf einer Höhe von 129 m am Ufer der Lochwyzja (Лохвиця), einem 63 km langen, rechten Nebenfluss der Sula. Das ehemalige Rajonzentrum Lochwyzja befindet sich 20 km südöstlich und das Oblastzentrum Poltawa 190 km südöstlich vom Dorf.
Am 12. Juni 2020 wurde das Dorf ein Teil der Stadtgemeinde Lochwyzja, bis dahin bildete es zusammen mit dem Dorf Nowe (Нове) die gleichnamige Landratsgemeinde Schabky (Жабківська сільська рада/Schabkiwska silska rada) im Nordwesten des Rajons Lochwyzja.
Am 17. Juli 2020 kam es im Zuge einer großen Rajonsreform zum Anschluss des Rajonsgebietes an den Rajon Myrhorod.

## Söhne und Töchter der Ortschaft

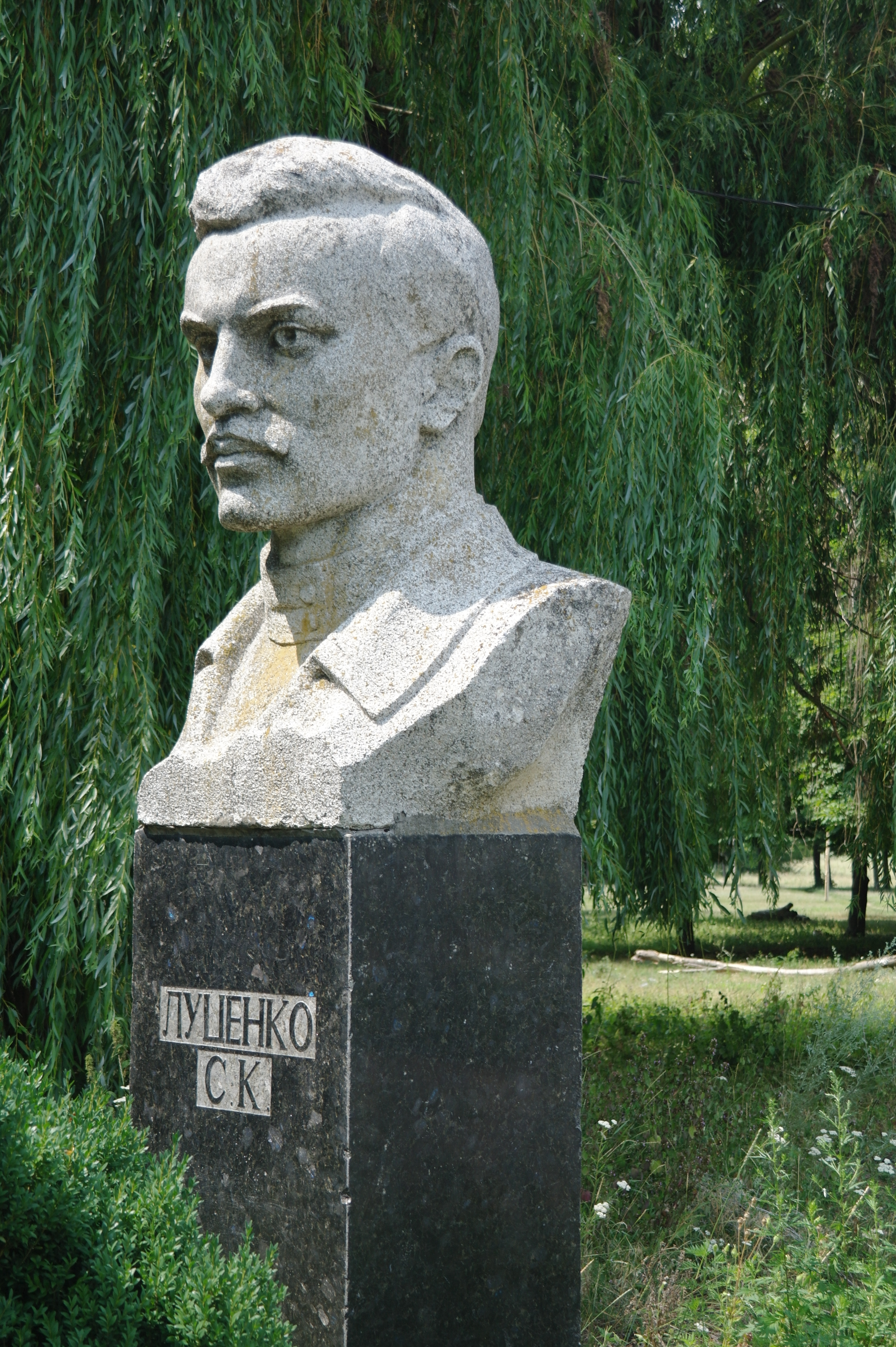
Denkmal für Stepan Luzenko in Switschkarewe

- Jakiw Sawtschenko (2. April 1890 – 2. November 1937), ukrainischer Dichter, Literaturkritiker und Essayist
- Stepan Luzenko (Степан Кузьмич Луценко; 1897–1928), ukrainischer Sowjetführer